# Liste de peintures d'Horace Le Blanc
Cette page dresse la liste des peintures d'Horace Le Blanc, peintre lyonnais du XVIIe siècle.

## Liste des peintures
| Image | Titre                                                                            | Technique et format            | Date             | Commentaire                                   | Lieu de conservation                       | Référence (Lavit, 2014) |
| ----- | -------------------------------------------------------------------------------- | ------------------------------ | ---------------- | --------------------------------------------- | ------------------------------------------ | ----------------------- |
|       | Le Mariage de la Vierge                                                          | Huile sur toile 250 x 180 cm   | 1605             | copie à l'église San Giuseppe de San Severino | Rome, église San Giuseppe dei Falegnami    | P1                      |
|       | L'Assomption de la Vierge                                                        | Huile sur toile 220 x 162 cm   | 1619             |                                               | Collection particulière                    | [ 1 ]                   |
|       | La Pentecôte                                                                     | Huile sur toile 520 x 270 cm   | vers 1619        |                                               | La Chaise-Dieu, abbaye Saint-Robert        | P2a                     |
|       | Le Christ et Dieu le Père                                                        | Huile sur toile 125 x 95 cm    | vers 1619        |                                               | La Chaise-Dieu, abbaye Saint-Robert        | P2b                     |
|       | La Mise au tombeau et deux donateurs                                             | Huile sur toile 175 x 160 cm   | 1621             |                                               | Grenoble, collégiale Saint-André           | P3                      |
|       | La Transverbération de sainte Thérèse                                            | Huile sur toile 242 x 188 cm   | 1621             |                                               | Lyon, musée des Beaux-Arts                 | P4                      |
|       | L'Annonciation                                                                   | Huile sur toile 267,5 x 211 cm | 1622             |                                               | Billom, collégiale Saint-Cerneuf           | P5                      |
|       | Saint Sébastien                                                                  | Huile sur toile 224 x 161 cm   | 1624             |                                               | Rouen, musée des Beaux-Arts                | P6                      |
|       | La Vierge à l'Enfant avec saint Just, saint François, saint Henri et saint Louis | Huile sur toile 252 x 310 cm   | vers 1620-1626 ? |                                               | Tournon-sur-Rhône, collégiale Saint-Julien | P7                      |
|       | La Trinité adorée par des saints                                                 | Huile sur toile 339 x 210 cm   | vers 1627        |                                               | Lyon, chapelle Ampère                      | P8                      |
|       | La Procession vers le château Saint-Ange                                         | Huile sur toile 138 x 179 cm   | vers 1628 ?      |                                               | Dijon, musée d'Art sacré                   | P9                      |
|       | La Descente de Croix                                                             | Huile sur toile 264 x 192 cm   | 1635             |                                               | Gray, basilique Notre-Dame                 | P10                     |